# 시드니 롬

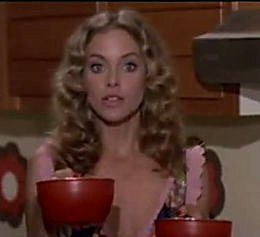

시드니 롬(Sydne Rome, 1951년 3월 17일 ~ )는 미국의 가수, 텔레비전 배우, 영화배우, 배우이다.
애크런에서 태어났다.

## 영화
- 버스데이 (2017년)
- 더 영기스트 선 (2010년)
- 하이드아웃 (2007년)
- 칼라스와 오나시스 (2005년)
- 교황 요한 23세 (2002년)
- 축구 특공대 (1990년)
- 루핑 (1981년)
- 사랑하는 플레이보이 (1978년)
- 스톱 콜링 미 베이비! (1977년)
- Il mostro (1977)
- 섹스 위드 어 스마일 (1976년)
- 말괄량이 여기자 (1975년)
- 아멘이라 불리우는 사나이 (1973년)
- 왓? (1973년)